# Gabriel Yacoub
Gabriel Yacoub (Parijs, 4 februari 1952 – Bourges, 22 januari 2025) was een Franse muzikant, liedjesschrijver en beeldend kunstenaar. Hij was lid van Malicorne, dat een grote invloed had op de Franse folk revival.

## Biografie
Gabriel Yacoub werd in 1952 geboren in Parijs, uit een Libanese vader en een Franse moeder. 
Yacoub luisterde aanvankelijk naar Amerikaanse folkzangers en singer-songwriters als Bob Dylan en Woody Guthrie. Yacoub was gitarist en zanger bij de groep van Alan Stivell die in 1971 door Frankrijk toerde en kwam via Stivell in aanraking met traditionele Franse muziek.
In 1973 nam hij met Marie Sauvet (ook bekend als Marie Yacoub) het experimentele album Pierre de Grenoble (1973) op. Het bevatte bijdragen van Dan Ar Braz. 
Vervolgens richtte hij Malicorne op. In deze band combineerde hij (progressieve) rock (met instrumenten als elektrische gitaar) met Franse folk (met instrumenten als doedelzak, draailier en kromhoorn). Bij Malicorne speelde Gabriel akoestische en elektrische gitaar, mandoline, epinette en banjo, terwijl Marie elektrische dulcimer, bouzouki en draailier speelde.
Drie van de albums van Malicorne werden bekroond met een gouden plaat, ook ontving Malicorne een prijs van de L'Academie du Disque Francais. 
Yacoub had ook een solocarrière. Op zijn eigen albums koos hij verschillende richtingen, zoals elektrische folkrock op het album Elementary Level of Faith (1987), akoestische folk op het album BEL (1990) en een samenwerking met koor en orkest op Quatre (1994).

## Discografie

### Gabriel and Marie Yacoub
- Pierre de Grenoble (1973)

### Malicorne
- Malicorne (of Malicorne 1 of Colin) (1974)
- Malicorne (of Malicorne 2 of Le Mariage anglais) (1975)
- Almanach (1976)
- Malicorne (of Malicorne 4 of Nous sommes chanteurs de sornettes) (1977)
- L'Extraordinaire tour de France d'Adélard Rousseau (1978)
- Le Bestiaire (1979)
- Balançoire En Feu (1981)
- Les Cathédrales de L'Industrie (1986)

### Gabriel Yacoub
- Trad. Arr. (1978)
- Elementary Level of Faith (1987)
- BEL (1990)
- Quatre (1994)
- Babel (1997)
- Yacoub (2001)
- The Simple Things We Said (2002)
- Je vois venir (2004)
- De la Nature des Choses (2008)

- Bibsys: 6074576
- Bibliothèque nationale de France: cb13946311w (data)
- International Standard Name Identifier: 0000 0000 3506 4822
- Library of Congress Control Number: n93053787
- MusicBrainz: 9a2d0ee9-9be3-49ef-a5bf-9622e6ffcf0c
- Nederlandse Thesaurus van Auteursnamen: 101914601
- Réseau des bibliothèques de Suisse occidentale: 02-A003990431
- Système universitaire de documentation: 079118062
- Virtual International Authority File: 17413226
- WorldCat: E39PBJvtc3Rq9rRxHh9mPwxYyd